# Tennis in the Land 2024 - Qualificazioni singolare
Le qualificazioni del singolare femminile del Tennis in the Land 2024 sono un torneo di tennis preliminare per accedere alla fase finale della manifestazione disputate il 17 e 18 agosto 2024. Le vincitrici dell'ultimo turno entrano di diritto nel tabellone principale. In caso di ritiro di una o più giocatrici aventi diritto a queste subentrano le lucky loser, ossia le giocatrici che hanno perso nell'ultimo turno ma che hanno una classifica più alta rispetto alle altre partecipanti che avevano comunque perso nel turno finale.

## Teste di serie
1. Greet Minnen (ultimo turno, lucky loser)
2. Viktorija Golubic (qualificata)
3. Jéssica Bouzas Maneiro (qualificata)
4. Anna Bondár (primo turno)

1. Ana Bogdan (qualificata)
2. Tamara Korpatsch (primo turno)
3. Taylah Preston (primo turno)
4. Sayaka Ishii (qualificata)

## Qualificate
1. Ana Bogdan
2. Viktorija Golubic

1. Jéssica Bouzas Maneiro
2. Sayaka Ishii

### Lucky loser
1. Greet Minnen

1. Elvina Kalieva

## Tabellone

### Legenda
| - Q = Qualificato - WC = Wild card - LL = Lucky loser | - ALT = Alternate - SE = Special Exempt - PR = Protected Ranking | - w/o = Walkover - r = Ritirato - d = Squalificato |

### Sezione 1
|  | Primo turno | Primo turno   | Primo turno  | Primo turno | Primo turno |  |  | Secondo turno | Secondo turno | Secondo turno | Secondo turno | Secondo turno |  |
|  |             |               |              |             |             |  |  |               |               |               |               |               |  |
|  | 1           | Greet Minnen  | Greet Minnen | 6           | 7           |  |  |               |               |               |               |               |  |
|  |             | Hina Inoue    | Hina Inoue   | 1           | 6           |  |  | 1             | Greet Minnen  | Greet Minnen  | 3             | 3             |  |
|  | WC          | Shelby Rogers | 64           | 6           | 1           |  |  | 5             | Ana Bogdan    | Ana Bogdan    | 6             | 6             |  |
|  | 5           | Ana Bogdan    | 7            | 4           | 6           |  |  |               |               |               |               |               |  |

### Sezione 2
|  | Primo turno | Primo turno       | Primo turno       | Primo turno | Primo turno |  |  | Secondo turno | Secondo turno     | Secondo turno     | Secondo turno | Secondo turno |  |
|  |             |                   |                   |             |             |  |  |               |                   |                   |               |               |  |
|  | 2           | Viktorija Golubic | Viktorija Golubic | 7           | 7           |  |  |               |                   |                   |               |               |  |
|  |             | Emily Appleton    | Emily Appleton    | 5           | 65          |  |  | 2             | Viktorija Golubic | Viktorija Golubic | 6             | 6             |  |
|  | WC          | Anna Frey         | Anna Frey         | 6           | 6           |  |  | WC            | Anna Frey         | Anna Frey         | 2             | 3             |  |
|  | 6           | Tamara Korpatsch  | Tamara Korpatsch  | 4           | 4           |  |  |               |                   |                   |               |               |  |

### Sezione 3
|  | Primo turno | Primo turno            | Primo turno            | Primo turno | Primo turno |  |  | Secondo turno | Secondo turno          | Secondo turno          | Secondo turno | Secondo turno |  |
|  |             |                        |                        |             |             |  |  |               |                        |                        |               |               |  |
|  | 3           | Jéssica Bouzas Maneiro | Jéssica Bouzas Maneiro | 6           | 6           |  |  |               |                        |                        |               |               |  |
|  |             | Sahaja Yamalapalli     | Sahaja Yamalapalli     | 2           | 1           |  |  | 3             | Jéssica Bouzas Maneiro | Jéssica Bouzas Maneiro | 6             | 6             |  |
|  |             | Eudice Chong           | Eudice Chong           | 6           | 6           |  |  |               | Eudice Chong           | Eudice Chong           | 2             | 1             |  |
|  | 7           | Taylah Preston         | Taylah Preston         | 2           | 1           |  |  |               |                        |                        |               |               |  |

### Sezione 4
|  | Primo turno | Primo turno    | Primo turno    | Primo turno | Primo turno |  |  | Secondo turno | Secondo turno  | Secondo turno  | Secondo turno | Secondo turno |  |
|  |             |                |                |             |             |  |  |               |                |                |               |               |  |
|  | 4           | Anna Bondár    | Anna Bondár    | 4           | 4           |  |  |               |                |                |               |               |  |
|  |             | Elvina Kalieva | Elvina Kalieva | 6           | 6           |  |  |               | Elvina Kalieva | Elvina Kalieva | 5             | 1             |  |
|  | PR          | Zheng Saisai   | Zheng Saisai   | 3           | 4           |  |  | 8             | Sayaka Ishii   | Sayaka Ishii   | 7             | 6             |  |
|  | 8           | Sayaka Ishii   | Sayaka Ishii   | 6           | 6           |  |  |               |                |                |               |               |  |